# Regensburgi Szent Wolfgang
Regensburgi Szent Wolfgang (Svábföld, 924 körül – Pupping, 994. október 31.) püspök, Bajor Gizella magyar királyné tanítója.

## Élete

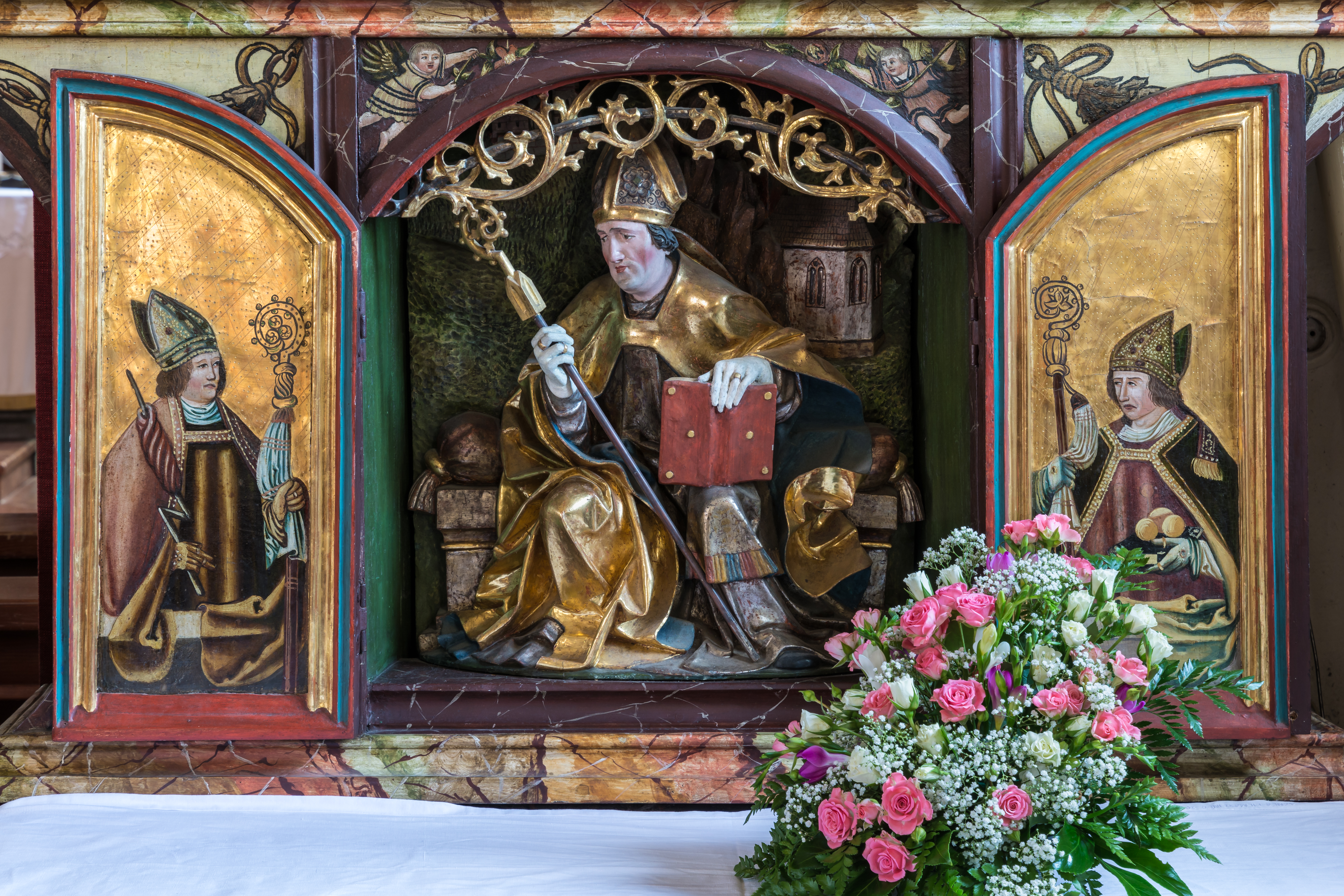
Szárnyasoltára Waldburg plébnániatemplomában

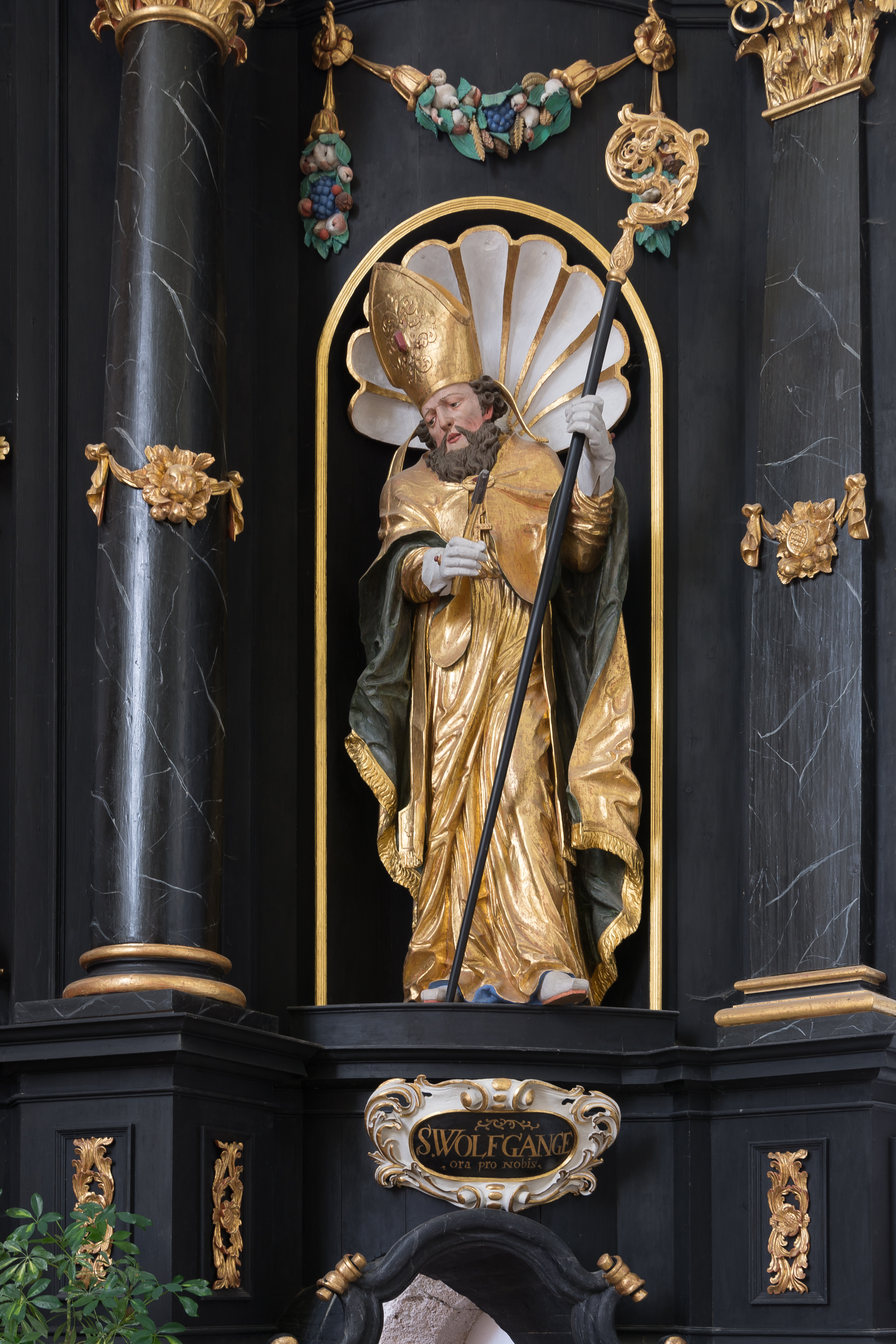
Szobra a Szent Balázs zarándoktemplomban

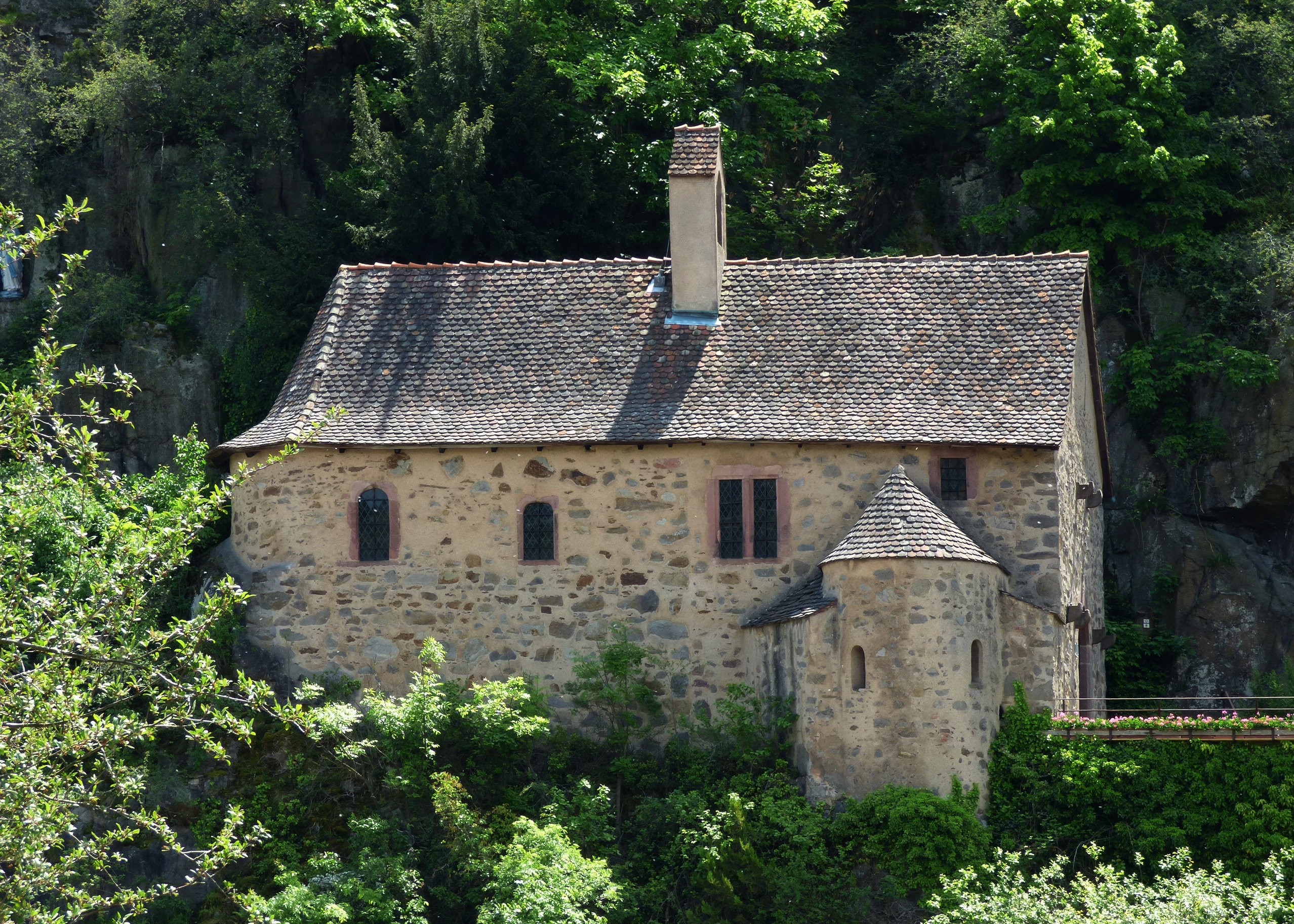
A Szent Wolfgang-kápolna Kaysersbergben

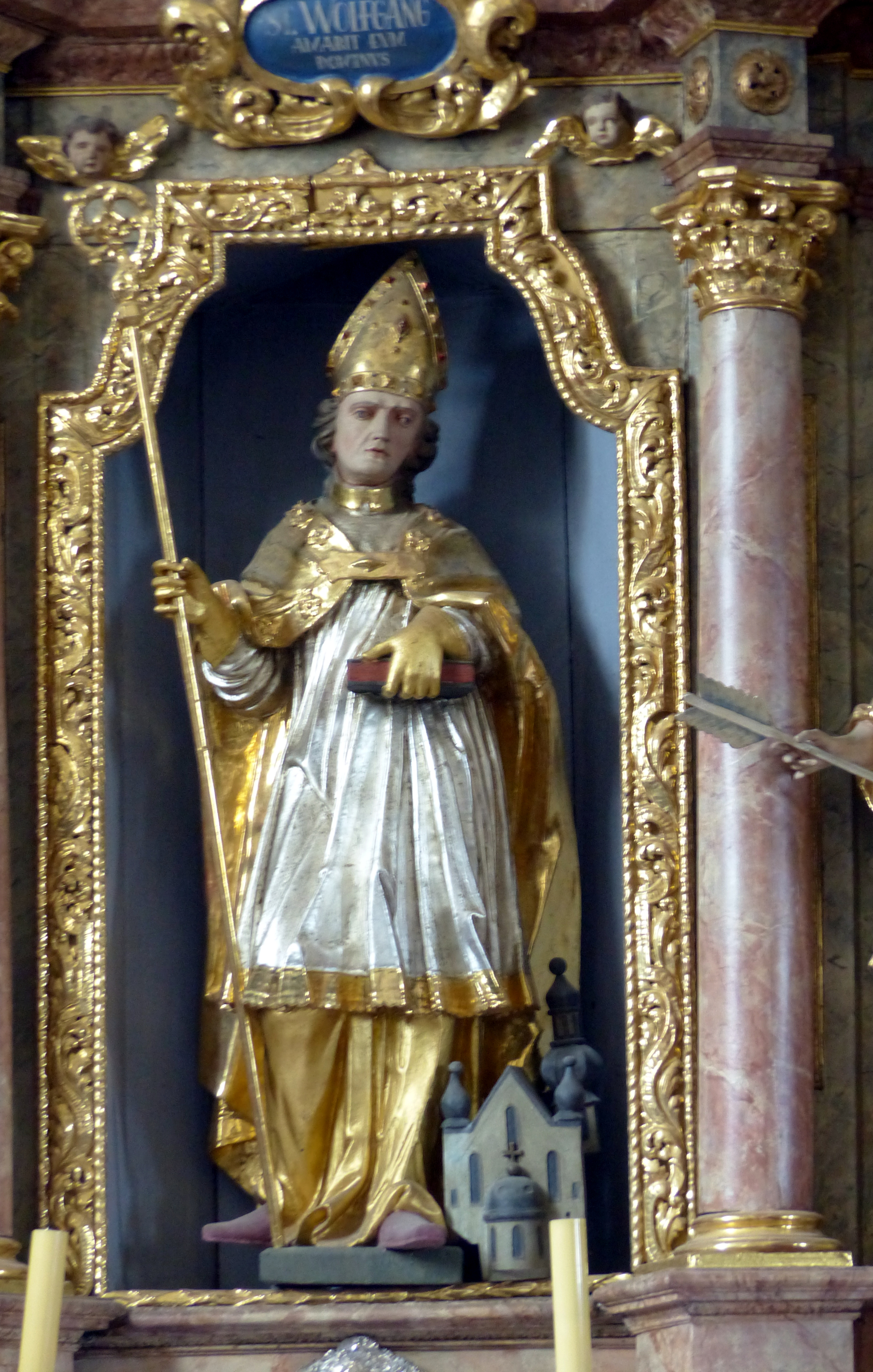
Oltárszobra St. Maria Bühl-Kappelwindeck nevezetes barokk templomában

Közepes jólétben élő, szabad szülők gyermekeként született. Hetedik életévétől egy pap oktatta, majd Reichenau akkoriban igen híres kolostori iskolájába került. Hamarosan kitűnt tehetségével, jámbor komolyságával és szerénységével. A közösen keresett nagy cél hozta össze itt Wolfgangot a későbbi trieri érsek Henrikkel, Poppo würzburgi püspök testvérével, akivel egész életre összebarátkoztak. Wolfgang egyedüli célja a „vita monastica” (szerzetesi élet) volt, Henrik inkább világi főpappá kívánt fejlődni.
Henrik rábeszélő művészetével elérte, hogy Wolfgang a würzburgi dómiskolában tanuljon tovább, ahol a kiemelkedően képzett Novarai István oktatta őket. Wolfgang éleslátását tanulótársai mellett mestere is elismerte. Mindinkább vágyott a szerzetesi fogadalom letételére, de Henrik egyelőre más irányba terelte: amikor 956-ban I. Ottó császár felajánlotta neki a trieri érsekséget, magával vitte Wolfgangot, aki a katedrális kanonokja és tanára lett. E helyzetében is aszkétikusan élt, és szerény maradt. Tanítványaitól nem fogadott el tandíjat. Csakhamar sikerült a trieri káptalan tagjait visszavezetnie a kánonok szerinti, „kanonoki” életre.
Amikor Henrik 964-ben meghalt, még utolsó órájában is magas állást kínált Wolfgangnak, de ő nem fogadta el, és végre szerzetesnek állt Einsiedeln szigorú fegyelméről ismert kolostorában, ahová ismert tanárként sok hallgatót vonzott.
970 körül a kolostorba látogató Augsburgi Szent Ulrik püspök pappá szentelte. Valamikor ebben az időben egy látomásában megjelent neki Szent Otmár, aki „szegényes és ínséges” vándorlásra ösztökélte, és megjövendölte neki a püspök méltóságot.
Wolfgangban felébredt a missziós tevékenység iránti vágy, ezért elhagyta a kolostort, hogy Csehországon át Magyarországra vándoroljon. Lélekben egész életében szerzetes maradt. Azért fordult ismét a világ nyomorúsága felé, mert felismerte, hogy a kolostor falai mögött nem képes kifejteni képességeit.
Magyarországon akkor már sikeresen térített Passaui Szent Pilgrim püspök, aki Wolfgang térítő buzgalmáról értesülve magához hívatta Passauba. Amikor meggyőződött elhivatottságáról, püspökséget kínált neki; ezúttal sikerrel. Pilgrim mindent gondos munkája nyomán I. Ottó 972 karácsonyán a még mindig vonakodó Wolfgangot Regensburg püspökévé nevezte ki — ennek püspökségnek cseh területen voltak missziós feladatai.
Kinevezése utat nyitott Bajorországban a reformra kész szerzetesség számára. „Lennének csak szerzeteseink, minden más bőségesen elegendő lenne” — foglalta össze püspöki programját. Bár ezzel csökkentette a püspökség bevételét, annak szervezetéről leválasztotta a regensburgi Szent Emmerám-kolostort, és egy rátermett apátot állított annak élére. Székvárosában és egyházmegyéjének kolostoraiban ragaszkodott a szigorú bencés regula követéséhez. Regensburgban (Közép-Münster) megalapította a bencés nővérek kolostorát és megreformálta Felső- és Alsó-Münster két női alapítását; mindezt a Regensburgban székelő II. Henrik herceg támogatásával. Wolfgang püspöksége idején Regensburg szellemi élete jelentősen fellendült (könyvkészítés, miniatúrafestészet).
Tetterejével és szelídségével, egyszerű prédikációjával és szerény életmódjával nagyon népszerűvé vált. Életrajzírója, Otloh szerint egy nyomorúságosan öltözött ember ellopott egy darabot a püspök értékes ágyfüggönyéből. Az egyik buzgó őr észrevette, és ura elé hurcolta a szerencsétlent. Wolfgang először azokat dorgálta meg, akik oly rosszul őrködtek, hogy kísértésbe vitték a szegény embert. Ezután „szívében részvétre indulva” nagylelkűen megbocsátott a tolvajnak, ás a püspöki ruhatárból ruhákat hozatott neki.
Széles egyházpolitikai látóköréről tanúskodik önzetlen együttműködése II. Ottó császárral és Civakodó Henrik bajor herceggel
Utóbbi gyermekeit, tehát a későbbi:
- Szent Henrik császárt,
- Brúnó augsburgi püspököt,
- Boldog Brigittát és
- Boldog Gizellát

egy ideig ő nevelte Regensburgban.
A csehországi misszió érdekében Ottó császár szükségesnek tartotta egy új cseh püspökség felállítását, ezért küldöttséget menesztett Wolfganghoz, és beleegyezését kérte egyházmegyéjének megosztásához. Bár a regensburgi klérus ellenezte az új cseh püspökség felállítását, Wolfgang lemondott vonatkozó jogairól, és Ottó 976-ban megalapította a prágai püspökséget.
Wolfgang minden helyzetben hűséges maradt a császárhoz — akikor is, amikor Civakodó Henrik felkelt ellene (976–977). Wolfgang a herceg elől Mondsee kolostorába tért ki, és ha már ott volt, megreformálta és felvirágoztatta a kolostort. Itteni tartózkodása lehet a történeti magva annak a legendának, amely szerint Wolfgang remeteéletet élt az Abersee tó mellett, amit ezért neveztek el róla Wolfgangsee-nek.
Életrajza számos csodatételét ismerteti úgy, ezek mindegyike Wolfgang irgalmából fakad. Világosan kitűnik, hogy sosem törődött azzal, hogy tetteivel valamiféle dicsőséget szerezzen magának. Épp ellenkezőleg: akár szembeteget gyógyított, akár megszállottat szabadított meg, a meggyógyítottat hallgatásra intette, hogy tette ne kerüljön nyilvánosságra.
994-ben egy Duna menti utazásán a felső-ausztriai Puppingban lehelte ki lelkét. Holttestét ünnepi menetben vitték a regensburgi Szent Emmerám-kolostorba. Ma is ott lévő sírjánál számos csoda történt. 
1052. október 7-én avatta szentté  a Regensburgba látogató IX. Leó pápa.